# Elzbieta
Pour les articles homonymes, voir Élisabeth.
Elzbieta Violet, née le 3 juillet 1936 en Pologne et morte à Paris le 8 octobre 2018,, qui utilise son prénom comme nom de plume, est une illustratrice et écrivaine franco-polonaise, notamment de littérature jeunesse.

## Biographie
Elzbieta est née d'un père polonais et d'une mère française. Du fait de la disparition de son père et des années de guerre, elle vit successivement durant son enfance dans différents pays : Pologne, Alsace occupée, Angleterre, avant d'habiter à Paris, confiée pendant quelques années à un oncle polonais blanchisseur qui l'exploitait, comme elle le raconte dans un livre publié en 2008, La Nostalgie aborigène,.
Elle publie également plusieurs ouvrages mettant en perspective son activité d'auteure et d'illustratrice jeunesse, et le rôle que les contes ont joué dans sa propre enfance et son parcours d'artiste.
« Je dois à l'histoire de Blanche-Neige des frères Grimm, sans fin revisitée en secret, d'avoir été pourvue d'un talisman protecteur qui m'a permis, au milieu de circonstances difficiles, de ne jamais perdre entièrement confiance. »
Après avoir rappelé un souvenir qui a bouleversé sa propre enfance, Elzbieta raconte et illustre, dans un beau livre, la vie de six enfants « célèbres » dans Histoires d'enfances en 2003. 
Elzbieta écrit les textes qu'elle illustre. Elle reçoit le Prix Sorcières en 1994 pour Flon-Flon et Musette.
Elle est sélectionnée pour le prix commémoratif Astrid Lindgren (« Astrid Lindgren memorial award » ALMA) en 2006 et en 2008. En 2012, elle obtient le Prix Spécial du Prix Sorcières.
Elle est aussi peintre et photographe.
Elle a été l'épouse du sculpteur Georges Violet,.

## Œuvres

### Albums illustrés
- Larirette et Catimini, L'École des loisirs Pastel, 1988
- La Mer est très mouillée, Pastel, 1988
- Ma petite fille est toute petite, Pastel, 1988
- Bon appétit, Catimini !, Pastel, 1988
- Le Grimoire de sorcière, Pastel, 1990
- Un Porcelet tout nu, Pastel, 1990
- Polichinelle et moi, Pastel, 1991
- Es-tu folle, Cornefolle ?, Pastel, 1991
- Le Petit navigateur illustré, Pastel, 1991
- Flon-Flon et Musette, Pastel  Lutin poche, 1993
- La Nuit de l'étoile d'or, Lutin poche, 1993
- Pomdarinette apprentie sorcière, Pastel, 1993
- Un Amour de Colombine, Pastel, 1994
- Clown, Lutin poche, 1994
- Saperli et Popette, Pastel, 1994
- Trou-Trou, Pastel, 1995
- Le Mariage de Mirliton, Pastel, 1995
- Petit-Gris, Pastel, 1995
- Le Mystère du chat ensorcelé, Pastel, 1996
- Qui ? Où ? Quoi ?, Pastel, 1996
- Où vont les bébés ?, Pastel, 1997 ; réédition, éditions du Rouergue, 2008
- Bibi, Pastel, 1998
- Toi + Moi = Nous, Pastel, 1998
- Le Voyage de Turlututu, Pastel, 2000
- Dragon vole, Pastel, 2000
- Échelle de magicien, Pastel, 2000
- Petit lapin Hoplà, Pastel, 2001
- Petit Frère et Petite Sœur, Albin Michel, 2001
- Gargouilles, Sorcières et compagnie, éditions du Rouergue, 2002
- Petit Couci-Couça, éditions du Rouergue, 2004
- La Maison de Couci-Couça, éditions du Rouergue, 2004
- Le Voyage de Couci-Couça, éditions du Rouergue, 2004
- Oui, éditions du Rouergue, 2006
- Images Images, L'Art à la page, 2008
- La Pêche à la sirène, éditions du Rouergue, 2008
- Petite Lune, éditions du Rouergue, 2008 ; réédition Actes Sud Junior, 2013
- Hocus Pocus, éditions du Rouergue, 2009
- Petit Mops, éditions du Rouergue, 2009
- L'École du soir, illustré par Vincent Tessier, éditions du Rouergue, 2010
- L'Écuyère, éditions du Rouergue, 2011
- Le Troun et l'oiseau-musique, conception musicale de Sharon Kanach, éditions du Rouergue, 2012
- Petit Fiston, éditions du Rouergue, 2013

### Roman jeunesse
- Les Aventures rocambolesques de l'oncle Migrelin[12], couverture et conception graphique d'Olivier Douzou, Rouergue, 2016  (ISBN 9782812609947)

### Essais et récits
- Histoires d'enfances, Éditions du Rouergue, 2003  (ISBN 978-2-84156-460-6)
- L'Enfance de l'art, Éditions du Rouergue, 1997 ; rééditions 2005 et 2014  (ISBN 978-2-8126-0694-6)
- Elzbieta, L'Art à la page, 2008  (ISBN 2-910915-08-5)
- La Nostalgie aborigène, éd. L'Art à la page, 2008  (ISBN 9782910915094) - récit
- Journal 1973-1976, L'Art à la page, 2012  (ISBN 2-910915-25-5)
- Le Langage des contes, Éditions du Rouergue, 2014  (ISBN 978-2-8126-0686-1)

### Illustrations
- Marie-Paule Bernardin, Confiseries : au sucre, aux fruits, au chocolat et petits fours, La Maison rustique, 1979
- Henriette Dussourd, Remèdes d'autrefois, recettes d'aujourd'hui : vertus de toujours, La Maison rustique, 1979
- Lucile Augeron, La Cuisine fermière, La Maison rustique, 1981

### Autres
Collaboration à la traduction depuis l'anglais vers le français :
- Rudyard Kipling, La Ritournelle du petit père Kangourou ((en) The Sing-song of old man Kangaroo), peintures de John Rowe ; trad. française de Claude Lager, avec la collab. d'Elzbieta, L'École des loisirs, Pastel, 1990

## Prix et distinctions
- 1994 : Prix Sorcières[7] , catégorie Premières lectures, pour Flon-Flon et Musette
- 2006 et 2008 : nomination pour le prix commémoratif Astrid Lindgren[8],[9]
- 2012 : prix spécial du Prix Sorcières, récompensant un auteur

## Exposition
- 2014 : « Passages », exposition collective inédite d'illustrations (Elzbieta, Quentin Blake, Blexbolex, Serge Bloch, Carll Cneut, Philippe Corentin, Wolf Erlbruch, Kveta Pacovska Jean-François Martin), Salon du livre et de la presse jeunesse en Seine-Saint-Denis.
- 27 mars 2019 : reportage de Florence Dutheil dans Enfantillages, le magazine des livres pour enfants qui s'écoute et se lit au sujet de l'exposition  « Voyage dans l’univers d’ELZBIETA » à la Bibliothèque Germaine-Tillion.

## Adaptation de son œuvre

### Au théâtre
- Bibi, d'après son album jeunesse éponyme publié en 1998, mise en scène Odile Brisset ; scénographie Michel Broquin ; coproduction Compagnie Créature, Odyssud de Blagnac et Centre culturel des Mazades ; avec Émilie Broquin et Amandine Meneau, Toulouse, 2009